# Neuvache
Die Neuvache ist ein kleiner Gebirgsfluss im Südosten Frankreichs, der im Département Savoie der Region Auvergne-Rhône-Alpes, nahe der Grenze zu Italien, in den Cottischen Alpen, etwa auf halbem Weg zwischen den Städten Grenoble und Turin verläuft.

## Geographie

### Verlauf
Die Neuvache entspringt an der Westflanke des Mont Thabor (3178 m), im militärischen Übungsgebiet Champ de Tir de Rochilles-Mont Thabor, entwässert generell Richtung Nordnordwest, durchquert die Gemeinde Valmeinier und mündet nach insgesamt rund 16 Kilometern an der Gemeindegrenze von Saint-Martin-d’Arc und Saint-Michel-de-Maurienne als linker Nebenfluss in den Arc. Im Mündungsabschnitt quert die Neuvache die Autobahn A43.

### Orte am Fluss
(Reihenfolge in Fließrichtung)
- Refuge du Terre Rouge, Gemeinde Valmeinier
- Les Déserts, Gemeinde Valmeinier
- Valmeinier
- Les Fontaines, Gemeinde Saint-Michel-de-Maurienne
- Saint-Martin-d’Arc